# Hermann Flade
Hermann Joseph Flade (* 22. Mai 1932 in Würzburg; † 16. Mai 1980 in Siegburg) war ein deutscher Widerstandskämpfer gegen die SED-Diktatur in der DDR. Deutschlandweit bekannt wurde Flade 1951 im Alter von 18 Jahren durch einen Schauprozess vor einem Gericht der DDR, das ihn aus politischen Gründen zum Tode verurteilte. Er wurde am 1. November 1960 aus der Haft entlassen, übersiedelte in die Bundesrepublik Deutschland, studierte dort und arbeitete ab 1968 als Politikwissenschaftler.

## Leben

### Kindheit und Jugend
Hermann Flade wurde in Würzburg geboren. Seine Mutter zog mit seinem Stiefvater nach Olbernhau, wo er 1938 eingeschult wurde. Flade wurde von seinen Eltern katholisch erzogen. 1942 zog er mit seiner Mutter nach Dresden. Im selben Jahr wurde er Mitglied des Deutschen Jungvolks. 1944 trat er aus dieser Organisation wieder aus, was damals ein ungewöhnlicher und mutiger Schritt war. Ebenfalls 1944 kam Flade auf die Oberschule. Nach den Luftangriffen auf Dresden zog Flade mit seiner Mutter wieder nach Olbernhau. 1949 brach er den Besuch der Oberschule ab und arbeitete im Uranerzbergbau, wo er die katastrophalen Arbeitsbedingungen der Bergleute kennenlernte. 1950 wurde er Mitglied der FDJ. Gleichzeitig war er mit einem aus Schlesien geflohenen katholischen Priester, Arthur Lange, befreundet, der großen Einfluss auf ihn hatte.

### Flugblattaktion

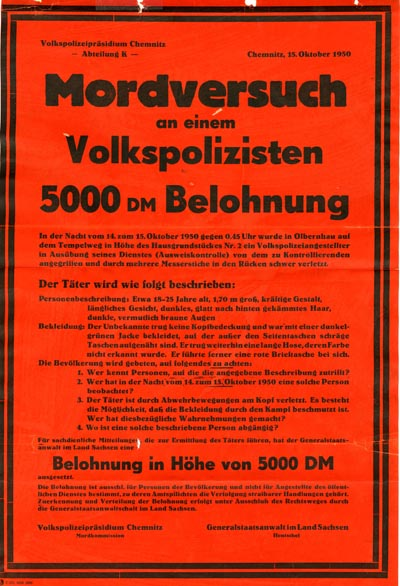
Mordversuch an einem Volkspolizisten 5000 DM Belohnung – Fahndungsplakat nach Hermann Flade

Am 15. Oktober 1950 fand in der DDR die erste Volkskammerwahl statt, außerdem Landtagswahlen und Gemeindewahlen. Entgegen den Vorgaben der DDR-Verfassung war die Wahl nicht frei; stattdessen wurde lediglich eine Einheitsliste der Nationalen Front zur Abstimmung gestellt, wobei es keine Möglichkeit gab, mit „Nein“ zu stimmen.
Flade war mit diesem undemokratischen Wahlverfahren nicht einverstanden. Mit Hilfe eines Schüler-Druckkastens fertigte der damals 18-jährige insgesamt 186 Flugblätter, auf denen er gegen die Wahl protestierte. Auf einem Flugblatt prangerte er den Wahlbetrug an, auf einem anderen, satirisch gestalteten, Flugblatt mit der Überschrift „Die Gans“ karikierte er unter Anspielung auf die hohen Reparationen, die an die Sowjetunion geleistet werden mussten, die Zustände in der DDR: „Die Gans latscht wie Pieck, schnattert wie Grotewohl und wird gerupft wie das deutsche Volk“. Diese Flugblätter klebte er zwischen dem 10. und dem 14. Oktober 1950 in Olbernhau an Hauswände, Laternenmasten und Mauern an. In der Nacht vom 14. zum 15. Oktober 1950 wurde Flade von einer Zivilstreife der Volkspolizei überrascht. Flade widersetzte sich der Festnahme mit einem Taschenmesser durch Stiche in den Oberarm und den Rücken eines der Polizisten, der dabei leicht verletzt wurde. Flade konnte zunächst entkommen, wurde aber nach einer Großfahndung am 16. Oktober 1950 verhaftet und in Untersuchungshaft genommen.

### Strafverfahren

#### Todesurteil
Im Januar 1951 begann vor dem Landgericht Dresden das Strafverfahren gegen Hermann Flade. Die Hauptverhandlung organisierte die politisch verantwortliche SED in Form eines Schauprozesses in der Gaststätte Tivoli, die den größten Saal in Olbernhau hatte. Flade wurde unter anderem wegen versuchten Mordes angeklagt, wobei die Anklage Flade wahrheitswidrig vorwarf, mit einem Hirschfänger auf den Polizisten eingestochen zu haben. In dem Prozess gelang es Flade, die Sympathien der Zuschauer zu gewinnen, indem er die Zustände im Uranerzbergbau anprangerte und sich dazu bekannte, aktiv gegen die DDR zu kämpfen. Nach zwei Verhandlungstagen wurde Flade am 10. Januar 1951 wegen „Boykotthetze gegen demokratische Einrichtungen und Organisationen in Tateinheit mit Betreibens militaristischer Propaganda, versuchten Mordes und Widerstand gegen Vollstreckungsbeamte“ zum Tode verurteilt.

#### Revisionsverfahren
Das Todesurteil gegen Flade sorgte innerhalb und außerhalb der DDR für Entsetzen. In der DDR wurde in Flugblättern, Maueraufschriften und Briefen gegen das Urteil protestiert. So protestierten auch Werdauer Oberschüler, die zu langen Zuchthausstrafen verurteilt wurden. In West-Berlin fand in den Messehallen am Funkturm eine Großkundgebung statt, bei der der Bürgermeister Ernst Reuter eine Rede hielt. Der Bundesminister für gesamtdeutsche Fragen Jakob Kaiser (CDU) sprach von einem „reinen Terrorurteil“, und Bundeskanzler Konrad Adenauer bezeichnete das Urteil als „terroristische Handlung“.
Angesichts dieser Reaktionen hielt es nunmehr die SED für angebracht, auf eine Abänderung des Urteils zu drängen. Daher wurde die Verhandlung über Flades Revision vor dem Oberlandesgericht Dresden bereits auf den 29. Januar 1951 festgesetzt, sodass Flades Verteidiger die Revisionsbegründung erst weniger als 24 Stunden vor der mündlichen Verhandlung bei Gericht einreichen konnte. Das Oberlandesgericht bestätigte den Schuldspruch, änderte aber das Strafmaß auf 15 Jahre Zuchthaus ab. Ein Kassationsantrag Flades blieb erfolglos.

### Strafvollzug
Hermann Flade befand sich bis 1960 in Haft, davon bis zum 18. Mai 1954 in Einzelhaft. Er war in den Zuchthäusern Bautzen, Torgau – wo er an Tuberkulose erkrankte – und Waldheim inhaftiert. Seine Eltern waren unmittelbar nach seiner Verurteilung in den Westen geflohen. Ein Angebot der Stasi, er könne aus der Haft entlassen werden, wenn er seine Eltern zur Rückkehr in die DDR veranlasst, lehnte Flade ab. In der Haft begann Flade, angeregt durch den Kontakt mit einem inhaftierten Mathematikprofessor, sich mit Mathematik zu befassen. Am 5. Februar 1958 verpflichtete er sich zum Schein als Inoffizieller Mitarbeiter der Staatssicherheit, weil er hoffte, auf diese Weise seine Haftentlassung erreichen zu können. Die Staatssicherheit durchschaute Flades Täuschungsabsicht allerdings und brach die Zusammenarbeit ab. Erst am 1. November 1960 wurde Flade infolge einer Amnestie aus der Haft entlassen.

### Leben nach der Haftentlassung
Hermann Flade zog nach der Haftentlassung zunächst nach Greiz und verließ im Dezember 1960 die DDR. Er zog zu seinen Eltern nach Traunstein, holte das Abitur nach und studierte dann Politikwissenschaft und Philosophie an den Universitäten in München und Mainz. Er hielt viele Vorträge, in denen er mit dem SED-Regime abrechnete. 1963 erschien sein Buch Deutsche gegen Deutsche – Erlebnisbericht aus dem sowjetzonalen Zuchthaus.
Flade reichte 1967 seine Dissertationsschrift über das Thema „Politische Theorie“ ein und wurde zum Dr. phil. promoviert. Ab dem 1. April 1968 arbeitete er als wissenschaftlicher Referent des Vereins für die Wiedervereinigung Deutschlands, ab dem Jahr 1969 dann als Mitarbeiter des Gesamtdeutschen Instituts in Bonn. Flade trat nie in eine Partei ein, war aber seit 1961 Mitglied der Jungen Union.
Hermann Flade war verheiratet und hatte drei Kinder. Er starb kurz vor der Vollendung seines 48. Lebensjahrs an einem Schlaganfall, möglicherweise eine Spätfolge seiner Haft.

## Schriften
- Deutsche gegen Deutsche – Erlebnisbericht aus dem sowjetzonalen Zuchthaus. Herder, Freiburg 1963.
- Die Chance der Freiheit. Hain, Meisenheim am Glan 1968.